# Épagneul picard
L'épagneul picard és una raça de gos de gos coniller. És una raça antiga i coneguda des de fa temps al seu lloc d'origen, la vall de Somme a Picardia. El primer exemplar d'aquesta raça es va presentar en una exposició canina el 1904. Els seus ancestres servien sobretot com a caçadors.

## Descripció
Fort, l'épagneul picard té un crani rodó i ample, un stop oblic, la testa llarga i ampla amb una trufa rodona i marró. Els ulls són foscos i ben oberts. Les orelles són baixes i ondades. De coll musculat i fort. El pit és ample i profund, amb un flanc ben elevat. La cua és sedosa. Té una pèl de color gris clapejat, gruixuda, ondada i fin en el cap. Les femelles mesuren entre 55 i 60 cm i els mascles de 57 a 62 cm, per a un pes de 20 a 25 kg.

## Temperament
Afectuós i alegre, és un excel·lent apuntador i al mateix temps un bon animal de companyia. És mans i molt social. Aprèn amb facilitat, sobretot tasques de caça. És un bon apuntador, dotat de bon olfacte, eficaç en tots els terrenys, però sobretot en pantans i estanys. És un apreciat animal de companyia. És un amic dels nens, amb els quals gaudeix jugant, tot respectant les relacions de poder. Té molt paciència.